# Ionel Chebac
Ionel Chebac (n. 30 septembrie 1967, Galați) este un fost jucător român de fotbal.
A jucat pentru echipele:
- Oțelul (1987-1993)
- Rapid București (1993-1997)
- FC Brașov (1996-1997)
- FC Onești (1997-1998)
- Dunărea Galați (1998-1999)